# Tobias Hess
Pour les articles homonymes, voir Hess.
Tobias Hess (1558-1614) était juriste à Tubingen, qui étudia la Bible.

## Biographie
Tobias Hess s'adonna à la médecine et subit l'influence de Paracelse. Hess effectua en outre une remarquable étude de la Bible et analysa une chronologie secrète que ce texte recèlerait. Son étude déboucha sur une vision de la genèse de l'humanité, distinguées en trois périodes. Ces grandes périodes étaient intitulées les Eres du Père, du Fils et du St Esprit nommées « Triangle de Feu. » Ses calculs le conduisirent à déduire qu'en l'an 1620 s'ouvrirait une troisième période, celle de l'Esprit Saint. Cette période serait le début d'un Age d'or qui serait accessible dans le cadre d'une révolution spirituelle radicale.
Il fonda à Tubingen, une « Société » à laquelle Johann Valentin Andreae  se rallia en 1608 et qui compta douze membres.

## Source
- Bibliotheca Hermetica Philosophica